# Neope fusca
Neope fusca är en fjärilsart som beskrevs av John Henry Leech 1891. Neope fusca ingår i släktet Neope och familjen praktfjärilar. Inga underarter finns listade i Catalogue of Life.